# Pratyahara
Pratyahara (Sanskriet: प्रत्याहार, pratyāhāra, 'terugtrekking') is de vijfde stap op het achtvoudige yogapad (ashtanga yoga) uit de Yogasoetra's van Patanjali. Bij pratyahara keert men de aandacht, die doorgaans via de zintuigen naar buiten, op de diverse objecten is gericht, terug naar binnen, naar haar eigen 'basis', de geest. Uit een dergelijke omkering volgen waakzaamheid, onthechting, kalmte en een ruimer, vrijer geestesbewustzijn. In plaats van de slaaf van de zinnen te zijn en genoten te worden kent men nu het genot de meester van de zinnen te zijn. Pratyahara is een cruciale stap op weg naar de bevrijding, kaivalya of moksha.

54. Pratyāhāra is het terugtrekken van de [innerlijke] zintuigen van hun objecten, zodat zij als geest (chitta) zichzelf blijven.

55. Hierdoor ontstaat volledige controle over de zintuigen.

De andere zeven stappen uit het achtvoudige pad zijn: yama, niyama, asana, pranayama, dharana, dhyana en samadhi.